# Brita Catharina Lidbeck
Brita Catharina Lidbeck, 1799 adlad Munck af Rosenschöld för sin fars förtjänster, född 4 januari 1788 i Lund, död 2 mars 1864 i Klara församling, Stockholm, var en svensk sångare.
Hon var dotter till biskopen i Lunds stift Petrus Munck af Rosenschöld och gift med Anders Lidbeck från 1817. Hon visade som barn musikalisk talang och var efter sitt giftermål elev till hovsångaren Karl Magnus Craelius. Hon uppträdde offentligt vid konserter för välgörande ändamål och var känd och uppskattad som konsertsångare. Hon debuterade offentligt på en av Craelius anordnad konsert i Stockholm 1813. Hon framträdde också i det gamla Harmoniska sällskapet. Hon uppträdde sista gången den 6 maj 1842 på en av Johan Peter Cronhamn anordnad konsert på Börsen till förmån för elever vid Kungl. Musikaliska Akademiens undervisningsverk, då hon sjöng den stora C-durarian ur Rossinis Stabat Mater "med en friskhet, styrka och behag, som väckte allmänt bifall". Vid hennes jordfästning sjöng sångare från akademien vid hennes grav. Hon var ledamot av Kungliga Musikaliska Akademien från 1827.
Hon fick med maken ett barn, dottern Clara Lidbeck, gift med landshövdingen i Mariestad Pehr Sandström.